# Anthaxia auriventris
Anthaxia auriventris es una especie de escarabajo del género Anthaxia, familia Buprestidae. Fue descrita científicamente por Ballion en 1871.